# أنخيل بيريز مارتينيز
أنخيل بيريز مارتينيز (بالإسبانية: Ángel Pérez Martínez) هو سياسي إسباني، ولد في 2 أكتوبر 1954 في مدريد في إسبانيا. نشط حزبياً في الحزب الشيوعي الإسباني. في الانتخابات العمومية الإسبانية 2004 ‏، انتخب عضو مجلس النواب الإسباني ‏ عن دائرة مدريد ‏ خلال فترته النيابية ‏ (26 مارس 2004 – 1 يوليو 2007) وانتخب عضو جمعية مدريد ‏ وانتخب مستشار مدريد ‏.